# Comuna de Wschowa
Wschowa (polaco: Gmina Wschowa) é uma gminy (comuna) na Polónia, na voivodia da Lubúsquia e no condado de Wschowski. A sede do condado é a cidade de Wschowa.
De acordo com os censos de 2004, a comuna tem 21 686 habitantes, com uma densidade 109,4 hab/km².

## Área
Estende-se por uma área de 198,3 km², incluindo:
- área agricola: 62%
- área florestal: 26%

## Demografia
Dados de 30 de Junho 2004:
|                      | Total   | Total | Mulheres | Mulheres | Homens  | Homens |
| -------------------- | ------- | ----- | -------- | -------- | ------- | ------ |
|                      | pessoas | %     | pessoas  | %        | pessoas | %      |
| População            | 21 686  | 100   | 11 025   | 50,8     | 10 661  | 49,2   |
| Densidade (pop./km²) | 109,4   | 100   | 55,6     | 55,6     | 53,8    | 53,8   |

De acordo com dados de 2002, o rendimento médio per capita ascendia a 1158,02 zł.

## Comunas vizinhas
- Niechlów, Sława, Szlichtyngowa, Święciechowa, Wijewo, Włoszakowice